# Claude Riveline
Claude Riveline, né le 16 septembre 1936 à Paris et mort le 9 décembre 2024 à Neuilly-sur-Seine,,, est un professeur français de gestion des organisations et une éminente figure intellectuelle de la communauté juive de France.

## Biographie
Né en 1936 à Paris de parents négociants en chaussures, Léon et Esther Riveline, dans une famille juive originaire de Lituanie, Claude Riveline  entre à l’École polytechnique (France) en 1956 et en sort dans le Corps des mines dont il devient ingénieur général en 1987. 
Il commence sa carrière en Algérie dans le cadre du Plan de Constantine (1961−1962) puis fait un tour du monde avec une bourse de la Fondation Singer-Polignac (1962−1963) avant d’entrer à l’École des mines de Paris comme chef de travaux d’exploitation des mines (1963−1967) puis comme professeur de gestion (1967−2006).
Sur la base de ses recherches, il donne aux futurs ingénieurs civils des mines ainsi qu’à ceux du corps des mines un cours original de Gestion des organisations et d’évaluation des coûts. Ce cours introduit les élèves aux dimensions concrètes de la sociologie des organisations, éloignée de toute modélisation mathématique,.
Il fonde en 1967 à l’École des mines de Paris le Centre de gestion scientifique, envoyant les élèves en stage dans des entreprises et organisations en vue d’analyser des problèmes concrets de gestion. Entre autres principes qu'il met en avant, « le coût d’un bien n’existe pas, seul existe le coût d’une décision » ; les quatre dimensions : la matière, les personnes, les institutions, le sacré ; rites-mythes-tribus ; nomades et sédentaires.
En parallèle, Claude Riveline — qui descend du Gaon de Vilna — participe à la vie intellectuelle du judaïsme francophone dès ses participations aux Colloques des intellectuels juifs de langue française dans les années 1960, côtoyant les plus grandes figures du monde de la pensée de l’après-guerre (Emmanuel Levinas, André Neher, Vladimir Jankélévitch, Amado Lévy-Valensi, Léon Askénazi). Figure majeure de la pensée juive contemporaine, le grand rabbin lui octroie le titre de h'aver en 1980. Il intervient au séminaire israélite de France (où sont formés les jeunes rabbins) ainsi que dans des synagogues ou des colloques.

## Distinctions
- Officier de la Légion d'honneur
- Commandeur de l'ordre national du Mérite
- Croix du combattant
- Commandeur de l'ordre des Palmes académiques[8].
- Chevalier du Mérite maritime

## Ouvrages
- Évaluation des coûts - éléments d'une théorie de la gestion, Presses de l'École des mines, 1° édition 1995.
- Claude Riveline, Idées, tome I, Les amis de l'École de Paris du management, 2006 (présentation en ligne)
- Claude Riveline (préf. Gilles Bernheim), Petit traité pour expliquer le judaïsme aux non-juifs, ACIP (lire en ligne)
- L’Amour dans la tradition juive,
- Le corps en question : réflexions sur les rituels juifs…

## Articles
- La loi de Parkinson et autres textes commentés par Claude Riveline sur le site BibNum.
- Colloques des intellectuels juifs
  - « L'argent suspect », in L'argent , Denoël 1988.
  - " L'État en questions", dialogue avec Stéphane Rials, in  La question de l'État, Denoël 1989, p. 43-65.
  - " Le quant-à-soi aujourd'hui", in Le quant-à-soi, Denoël, 1991, p. 13-24